# Шортхилл, Ричард
Ричард Шортхилл (англ. Richard Warren Shorthill; 28 декабря 1928, Абердин, Вашингтон — 2 августа 2012, Мидвейл, Юта) — американский физик, специалист по волоконной оптике и астрофизике.

## Карьера
Учился в Университете Юты. Бакалавр (1954), доктор философии (1960). Потом работал в компании Боинг над совместными с NASA космическими проектами : рассчитывал места для посадки на Луну и Марс для программ Аполлон и Викинг. В 1974 году вернулся в Научно-исследовательский институт Университета Юты и основал Лабораторию геокосмических исследований (Geospace Sciences Laboratory). В 1976 году совместно с Виктором Вали создал прототип волоконно-оптического гироскопа и опубликовал статьи, которые привели к созданию нового направления в развитии оптических гироскопов , , . C 1982 года работал профессором Университета Юты. 

## Признание
В российской литературе считается, что он лишь реализовал ранее опубликованные идеи, хотя его приоритет в практической реализации никем не оспаривается.

## Награды
- Медаль Бенджамина Франклина (1999) [5]